# 蒋颖 (1970年)
蒋颖（1970年5月—），女，汉族，中华人民共和国政治人物。现任德勤中国主席。她曾任中国人民政治协商会议第十三届、第十四届全国委员会委员。